# فتی واپ
ویلی جونیور ماکسول دوم (انگلیسی: Willie Junior Maxwell II؛ زادهٔ ۷ ژوئن ۱۹۹۱) که با نام نام هنری فتی واپ (به انگلیسی: Fetty Wap) شناخته می‌شود، خواننده رپ، خواننده، و ترانه‌نویس اهل ایالات متحده آمریکا است.